# Echemus chialanus
Echemus chialanus är en spindelart som beskrevs av Tamerlan Thorell 1897. Echemus chialanus ingår i släktet Echemus och familjen plattbuksspindlar.
Artens utbredningsområde är Myanmar. Inga underarter finns listade i Catalogue of Life.